# Marche pour les sciences
La Marche pour les sciences (March for science en anglais) est une série de manifestations visant à soutenir les sciences qui ont eu lieu dans plusieurs pays le 22 avril 2017.
Ce mouvement est né aux États-Unis en réaction à l'élection du président Donald Trump et plus précisément à l'attitude de son administration vis-à-vis de la science et des scientifiques

## Genèse du projet
Le projet de marche pour les sciences est né en réaction à l'attitude de l'administration Trump, notamment face au gel des financements accordés par l’Agence de protection de l’environnement (contribution à la recherche scientifique notamment) et au fait que Scott Pruitt, connu pour son climatoscepticisme ait été nommé à la tête de cette institution d'État.
Après une rapide concertation le 21 janvier 2017 sur le site Internet Reddit, les organisateurs ont imaginé une marche pour la science, sur le modèle de la Marche des femmes, autre mouvement protestataire né en réaction à l'élection de Donald Trump. En France, le mouvement s'est organisé depuis les réseaux sociaux, et les organisateurs ont publié une première tribune dans le quotidien Le Monde le 15 février. La marche s'est tenue le 22 avril 2017, qui était aussi le « jour de la Terre ». 
Le mouvement a ensuite été repris dans plusieurs autres pays,, et dans le même temps aux États-Unis naissait 314 Action, un groupe œuvrant à une meilleure représentation de la communauté STEM (scientifique et technique) dans les milieux politiques, à tous les niveaux.

## Pays où un rassemblement a eu lieu
Au 27 février, Reddit recensait des rassemblements prévus dans les pays suivants : Allemagne, Australie, Autriche, Belgique, Canada, Chine, Croatie, Danemark, Espagne, États-Unis, Finlande, France, Irlande, Italie, Japon, Mexique, Norvège, Nouvelle-Zélande, Pays-Bas, Pologne, Portugal, Royaume-Uni, Suède et Suisse. Le Monde fait état de manifestations dans plus de 500 villes du monde tandis que Sciences et Avenir en recensait plus de 600.

### France

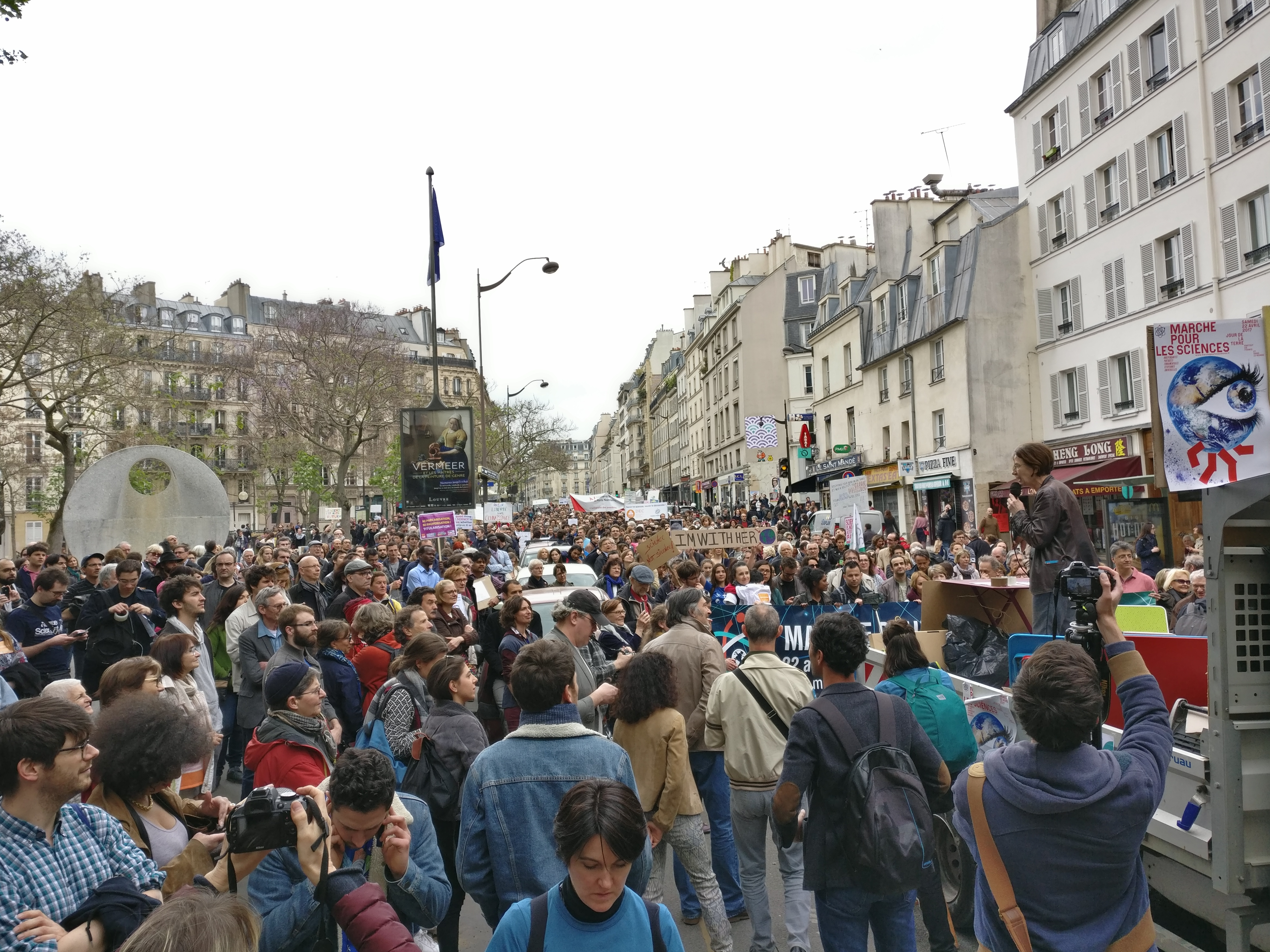
Rassemblement place Jussieu lors de la marche pour les sciences à Paris, le 22 avril 2017.

En France, la marche a rassemblé des chercheurs de différentes disciplines, avec l'appui du CNRS, de l'Inserm, de l'INRA, du CEA et de l'INRIA. Cette marche a rappelé l'importance de la recherche, et de défendre la place des sciences dans la société. Selon Olivier Berné, astrophysicien au CNRS et co-organisateur de la marche à Toulouse : « On a le sentiment aujourd'hui qu'on ne fait plus la différence entre des résultats scientifiques et de l'idéologie pure. ».
Selon Numérama, de Lyon à Paris, plus de 7 000 personnes ont marché pour les sciences le 22 avril, avec des slogans tels que « La science plutôt que le silence » ; « Il n’y a pas de planète B » ; « Ne muselez pas les scientifiques » ; « La science nous emmène dans les étoiles, l’ignorance ne mène qu’à la haine » ; « La glace n’a pas d’agenda caché, elle ne fait que fondre » ; « Pas de liberté sans connaissance » ; « La science, c’est comme la magie, sauf que c’est réel ». 
La marche a rassemblé 5 000 personnes à Paris, et d'autres manifestations ont eu lieu à Toulouse (1 200 personnes) et Montpellier (1 000). Au total, la marche a eu lieu dans une vingtaine de villes en France,, parmi lesquelles : Lyon, Nantes, Brest, Orléans, Nice, La Réunion, Rennes, Bordeaux, Marseille, Grenoble, Nancy, Clermont-Ferrand et Strasbourg, Lille (avec 100  à   600 personnes dans ces cas) selon les organisateurs. Des groupes plus réduits se sont aussi formés au Havre, à Civray et Nouméa.
En 2014, l'association Sciences en marche avait déjà organisé une manifestation de rue afin de dénoncer notamment le faible financement alloué à la recherche française,.